# Al-Salam Boccaccio 98
Al-Salam Boccaccio 98 var en kombineret passager- og bilfærge, som kort efter midnat lokal tid 3. februar 2006 forliste i det Røde Hav på vej fra Duba i Saudi-Arabien til Safaga syd for Hurghada i Egypten med over 1.400 ombordværende. De fleste passagerer var egyptiske statsborgere, som var gæstearbejdere i Saudi-Arabien eller pilgrimme på vej hjem fra Mekka. Kun 387 personer overlevede ulykken, 1.034 druknede.

## Skibets historie
Færgen blev bygget 1970 af Italcantieri-værftet i Castellammare di Stabia ved Napoli til det italienske rederi Tirrenia Navigazione. Den døbtes oprindeligt Boccaccio med hjemhavn Cagliari og sejlede indenrigs i Italien og til Tunis med en kapacitet på 1.000 passagerer, 506 køjepladser og 200 personbiler.
I 1990-1991 omgik færgen en større ombygning, så kapaciteten forøgedes til 1.300 passagerer, 912 køjepladser og 320 personbiler.
I januar 1999 blev færgen solgt til det i Panama registrerede selskab Pacific Sunlight Marine Inc. og omdøbt til Al-Salam Boccaccio 98 (arabisk: عبارة السلام 98), for at blive drevet videre af El Salam Shipping & Trading i Kairo, Egypten, som 2005 skiftede navn til El Salam Maritime Transport. Indtil december 2004 sejlede færgen på forskellige ruter i Middelhavet og fra 2005 indsattes den 35 år gamle færge i det Røde Hav mellem Duba og Safaga.

## Forliset
Kort efter afrejsen fra Duba, opstod en brand på bildækket, hvor der stod ca. 220 køretøjer. Besætningen fik kontrol over ilden ved at anvende store mængder havvand, men senere blussede branden op igen. Vandet opsamledes på dækkets store flader og resulterede i slagside, som forværredes af den stærke vind på det åbne hav og som ret pludseligt førte til kæntring.
Senere analyser af skibets sorte boks, der blev hentet på 800-meter dybde viser, at færgens ejer El Salam Maritime Transport godt vidste, at der havde været en brand om bord, men gav ordre til at fortsætte i stedet for at vende tilbage til Duba, som kaptajnen havde anmodet om.
Færgen sank mellem kl. 1 og 2 lokal tid (mellem midnat og 01 dansk tid), ca. 90 km fra målhavnen og ca. 70 km badebyen Hurghada.
Kaptajnen nåede ikke at kalde de ombordværende i redningsbådene.
Et internationalt search and rescue nødsignal udsendtes kl. 00.58 dansk tid, og kl. 01.45 beordredes søsterskibet St. Catherine afsted på redningsaktion, som da havde 1.600 passagerer ombord. Kaptajnen vægrede sig ved det pga. blæsten og fandt først 4 timer senere den første redningsbåd fra Boccaccio.
Kaptajnen var blandt de druknede.

## Skyldsspørgsmål
I første omgang kastede det egyptiske parlament skylden for katastrofen på El Salam Maritime Transport, fordi færgen var i drift, trods alvorlige defekter.
I juli 2008 frikendte retten i Safaga ejeren af El Salam, Mamdouh Ismail, hans søn Amr Ismail og to andre, for forseelser i forbindelse med katastrofen.
Kun kaptajn Salaheddin Gomaa på St. Catherine fandtes skyldig i forsømmelse, ved ikke at hjælpe den forulykkede færge og de mange ofre, og idømtes 6 måneders fængsel og en bøde på 10.000 egyptiske pund - omkring 9000 kroner.
Ofrenes familie appellerede til retten i Hurghada.
Den 11. marts 2009 omstødtes frifindelsen i en kendelse ledet af dommer Khaled Badreldin, som dømte Mamdouh Ismail 7 års fængsel (in absentia, da han menes at være flygtet til Storbritannien). To andre medarbejdere i selskabet blev idømt 3 års fængsel hver.

## Eksterne links
- Al Salam Boccaccio 98 (ex. Boccaccio) - faergelejet.dk
- El Salam Shipping & Trading (Ægypten) - faergelejet.dk
- El Salam Maritime Transport Company (Ægypten) - faergelejet.dk
- M/S Boccaccio Arkiveret 21. august 2014 hos  Wayback Machine - faktaomfartyg.se
- Boccaccio - IMO 6921282 Al Salam Boccaccio 98 - IMO 6921282 - shipspotting.com
- 2006 Ferry al-Salam Boccaccio - ferriesdisasters.blogspot.dk

- Masser af lig halet op - 100 reddet - Ekstrabladet 3. feb. 2006.
- Flere end 1000 frygtes omkommet ved færgeforlis - DR 3. feb. 2006.
- Over 1.000 savnes efter færgeforlis - Berlingske 4. feb. 2006.
- Egypten: Amokløb mod færgekontor - TV 2 6. feb. 2006.
- Egyptisk søsterskib ignorerede mayday Arkiveret 15. september 2014 hos  Wayback Machine - borsen.dk 7. feb. 2008.
- Frikendt for færgekatastrofe Arkiveret 15. september 2014 hos  Wayback Machine - TV 2 27. juli 2008.
- Fists fly at Egyptian ferry disaster appeal - thenational.ae 3. september 2008.
- Al Salam appeal case in session - thefreelibrary.com 8. okt. 2008.
- Egypt Ferry Owner Gets 7 Years Over Death of 1,034 Passengers - bloomberg.com 11. marts 2009.
- Owner of sunken Egyptian ferry gets 7 years prison - Fox News

27°02′00″N 34°53′00″Ø / 27.03333°N 34.88333°Ø